# Oprávnění (OpenVMS)
Oprávnění (anglicky privilege) v operačním systému OpenVMS umožňuje uživateli nebo procesu provádět akce, které by mohly ohrozit bezpečnost systému.
SET PROCESS /PRIVILEGES=(oprávnění[,...])

## Fungování oprávnění
Každému běžícímu procesu jsou přiřazena:
- oprávnění procesu – jsou aktuální oprávnění, která proces může použít
- autorizovaná oprávnění – oprávnění přidělená uživateli; aby je proces mohl použít, musí použít příkaz SET PROCESS /PRIVILEGES nebo lexikální funkci F$SETPRV

## Přehled oprávnění
| Oprávnění   | Význam |
| ----------- | --- |
| ACNT        | Vytvářet procesy, pro které se neprovádí účtování                                                                |
| ALLSPOOL    | Alokovat spoolovaná zařízení                                                                                     |
| ALTPRI      | Měnit priority procesů                                                                                           |
| AUDIT       | Generovat účtovací záznamy                                                                                       |
| BUGCHK      | Vytvářet bugcheck error log entries                                                                              |
| BYPASS      | Všechna práva ke všem souborům bez ohledu na jejich ochranu založenou na UIC                                     |
| CMEXEC      | Změnit režim na executive                                                                                        |
| CMKRNL      | Změnit režim na kernel                                                                                           |
| DETTACH     | Vytvářet odpojené (detached) procesy s jiným UIC                                                                 |
| DIAGNOSE    | Provádět diagnostiku zařízení                                                                                    |
| DOWNGRADE   | Snižovat klasifikaci                                                                                             |
| EXQUOTA     | Překračovat kvóty                                                                                                |
| GROUP       | Ovlivňovat procesy ve své skupině                                                                                |
| GRPNAM      | Přidávat logická jména do tabulky group                                                                          |
| GRPPRV      | Pokud má uživatel stejnou skupinu jako vlastník souboru, platí pro něj přístupová práva kategorie Systém         |
| IMPERSONATE | Vytvářet procesy s jiným UIC (nahrazuje DETTACH)                                                                 |
| IMPORT      | Připojit páskový svazek bez jmenovky                                                                             |
| LOG_IO      | Provádět logické V/V operace                                                                                     |
| MOUNT       | Připojovat svazky                                                                                                |
| NETMBX      | Vytvářet síťová zařízení                                                                                         |
| OPER        | Všechna oprávnění operátora (rozesílat zprávy pro všechny uživatele)                                             |
| PFNMAP      | Mapovat na sekci podle fyzického čísla rámce stránky                                                             |
| PHY_IO      | Provádět fyzické V/V operace                                                                                     |
| PRMCEB      | Vytvářet a rušit permanentní společné clustery příznaků událostí (common event flag clusters)                    |
| PRMGBL      | Vytvářet permanentní globální sekce                                                                              |
| PRMMBX      | Vytvářet permanentní schránky pro meziprocesovou komunikaci                                                      |
| PSWAPM      | Změnit swapovací režim procesu                                                                                   |
| READALL     | Číst všechny soubory bez ohledu na nastavení jejich ochrany                                                      |
| SECURITY    | Provádět bezpečnostní funkce                                                                                     |
| SETPRV      | Přidělit jakémukoli procesu jakákoli oprávnění (i když nejsou autorizovaná pro uživatele, který process spustil) |
| SHARE       | Přidělit kanál nesdílenému zařízení                                                                              |
| SYSGBL      | Vytvářet systémové globální sekce                                                                                |
| SYSLCK      | Žádat o celosystémové zámky                                                                                      |
| SYSNAM      | Přidávat logická jména do tabulky system                                                                         |
| SYSPRV      | Pro uživatele se uplatní práva kategorie Systém                                                                  |
| TMPMBX      | Vytvářet dočasné schránky pro meziprocesovou komunikaci                                                          |
| UPGRADE     | Zvyšovat klasifikaci                                                                                             |
| VOLPRO      | Obcházet ochranu svazku                                                                                          |
| WORLD       | World process control                                                                                            |

Pro přidělení autorizovaných oprávnění slouží lexikální funkce F$SETPRV; funkce vrací seznam původních nastavení použitých privilegií (nepřidělená mají předponu "NO"), což umožňuje návrat k původním privilegiím dalším zavoláním F$SETPRV:
```
$
 
OLDPRIV
 
=
 
F$SETPRV
(
"OPER,TMPMBX"
)

$
!
 
Otestování
,
 
zda
 
se
 
přidělení
 
oprávnění
 
podařilo

$
!
 
provedení
 
č
innosti
,
 
ke
 
které
 
byla
 
potřeba
 
vyšší
 
oprávnění

$
 
PREVPRIV
 
=
 
F$SETPRV
(
OLDPRIV
)

```

Pro zjištění, zda proces má potřebná oprávnění, slouží lexikální funkce F$PRIVILEGE; funkce vrací "FALSE" při neúspěchu a "TRUE" při úspěchu:
```
$
 
HASPRIV
 
=
 
F$PRIVILEGE
(
"OPER"
,
"TMPMBX"
)

$
 
IF
 
HASPRIV
 
.
EQS
.
 
"FALSE"

$
 
THEN

$
   
WRITE
 
SYS$ERROR
 
"The process does not have privileges OPER and TMPMBX - exiting"

$
   
EXIT

$
 
ENDIF

```